# Gaius Caninius Rebilus
Gaius Caninius Rebilus war ein Politiker und General in der Endphase der römischen Republik. Seine Lebensdaten sind nicht bekannt, das höchste Amt, das er erreichte, war das Suffektkonsulat im Jahr 45 v. Chr.

## Laufbahn
Die plebejische Gens der Caninii ist seit dem 2. Jahrhundert v. Chr. bezeugt, ohne dass besondere Leistungen ihrer Angehörigen überliefert sind. Rebilus selbst wird zum ersten Mal erwähnt als Legat im Gallischen Krieg Gaius Iulius Caesars, im Kampf gegen Vercingetorix 52 v. Chr., dann häufiger im Jahre 51. Später war er in diplomatischer Mission beim Versuch eines Ausgleichs mit Gnaeus Pompeius Magnus tätig. Nach dem Verlauf seiner weiteren Karriere zu schließen könnte er im Jahre 48 die Prätur bekleidet haben. Danach diente er erneut als General im Krieg in Afrika und in Spanien, zwischenzeitlich 46 als Prokonsul der Provinz Africa. Er war damit einer der typischen Vertreter der politischen Klasse der späten Republik, die sich dem späteren Diktator angeschlossen hatten.

## Konsulat
So sind es denn auch nicht seine Verdienste, die Rebilus aus seinen Standesgenossen heraushoben, sondern ein grausamer Scherz, den Caesar sich mit den Institutionen des Staates erlaubte. Er hatte das Jahr 45 über als alleiniger Konsul, zeitweilig auch als Diktator amtiert, aber dann doch noch zum Oktober zwei Suffektkonsuln wählen lassen. Einer von ihnen, Quintus Fabius Maximus, starb überraschend am Mittag des 31. Dezember. Anstatt das Jahr mit einem einzigen Konsul zu beenden, ließ Caesar, unter Missachtung der Zuständigkeit und auf einer nicht regulär besetzten Volksversammlung (Comitia), für die letzten elf Stunden des Jahres mit Caninus noch einen weiteren Suffektkonsul wählen.
Marcus Tullius Cicero hat dieses Verfahren einem Freund geschildert und bittere Bemerkungen daran geknüpft. Unter dem Konsulat des neu Gewählten habe niemand gefrühstückt, aber er sei auch so wachsam gewesen, dass während seiner ganzen Amtszeit nichts Schlimmes vorgekommen sei; habe er doch als Konsul kein Auge zugetan. Die Episode möge seinem Korrespondenzpartner lächerlich erscheinen, aber wenn er sie sehe, könne er die Tränen nicht zurückhalten. Sie wurde auch in späteren Quellen berichtet, nicht nur von Plutarch, sondern auch von der Historia Augusta und Macrobius.